# Москіти
Москіти (Phlebotominae) — підродина двокрилих комах родини Метелівкові (Psychodidae).

## Опис
Це дрібні комахи, завдовжки 1,5-2 мм. Ноги та хоботок довгі та тонкі. Пересуваються короткими стрибками, літають погано.

## Спосіб життя
Більшість москітів активні в сутінках та вночі. На відміну від комарів, літають безшумно. Живляться соком рослин та падю попелиць, але самицям потрібно живитись кров'ю, щоб дозріли яйця. Яйця відкладають у вологих місцях серед гниючих решток рослин.

## Поширення
Москіти поширені на всіх материках у теплих, вологих районах південніше 50 градусів північної широти до 40 градусів південної широти.